# Sebulon

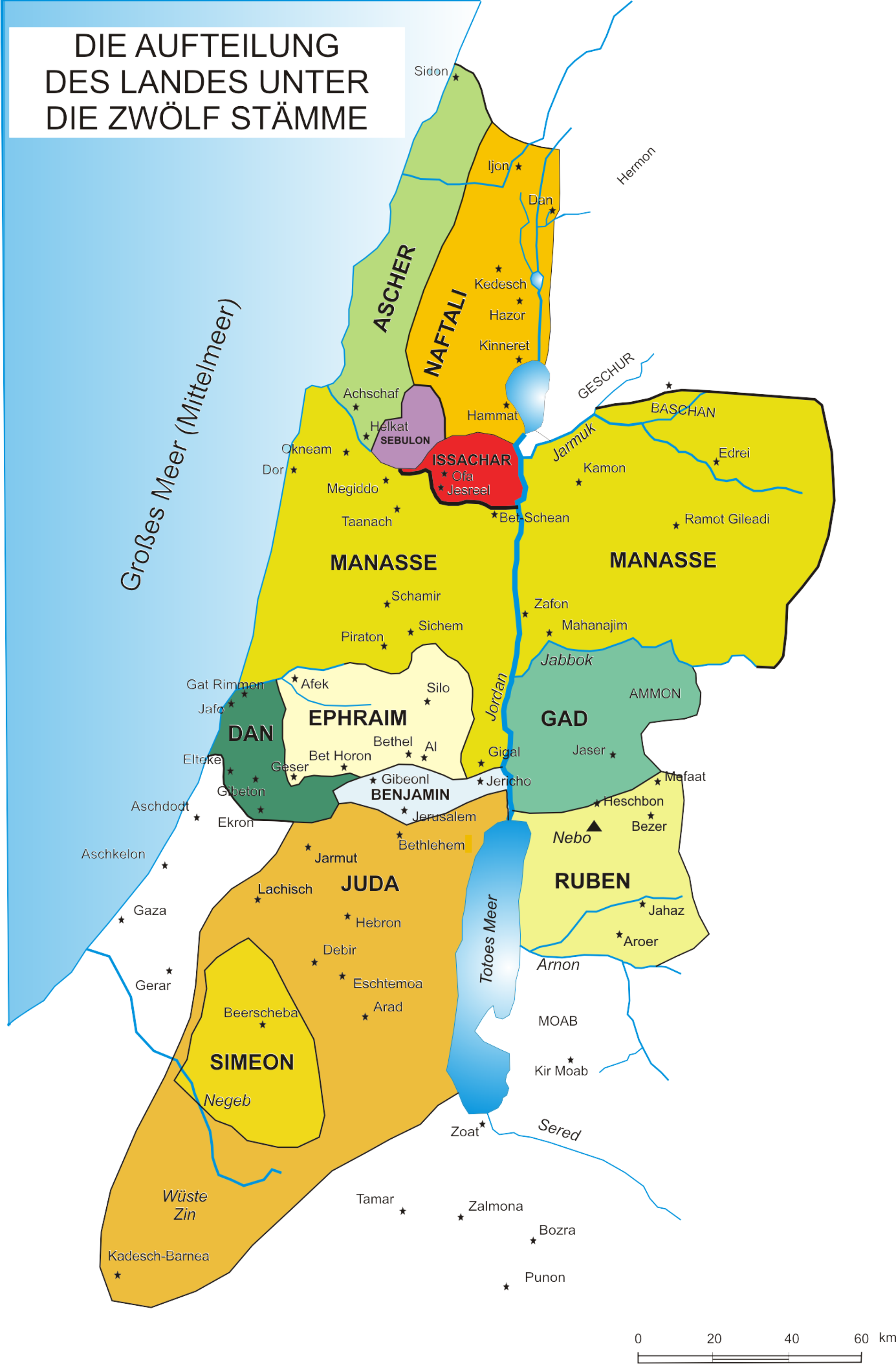
Die 12 Stämme Israels

Sebulon (auch Zebulon, hebräisch זְבוּלוּן) ist der zehnte Sohn Jakobs in der Bibel (Gen 35,23 ). Er war der jüngste Sohn von Lea, der ersten Gattin Jakobs. Seine Halbbrüder hatten andere Mütter (Gen 29,31  – 30,24).

## Der Stamm Sebulon
Nach Sebulon benannte sich einer der zwölf Stämme der Hebräer in der Frühzeit des jüdischen Volkes, das seine Herkunft auf die Erzväter zurückführte. Gemäß der Angabe in den Segenssprüchen Moses (Dtn 33,19 ), wonach die Nachkommen Sebulons „den Reichtum des Meeres gewinnen“ würden, ließe sich vermuten, dass der Stamm an der Küste gesiedelt habe. Dies lässt sich jedoch mit der Beschreibung der Stammesgebiete im Buch Josua nicht in Einklang bringen (Jos 19,10–16 ). In Ri 1,30  heißt es, Sebulon habe im Rahmen der Landnahme der Israeliten die Orte Kitron und Nahalol nicht eingenommen; vielmehr seien die dortigen Kanaaniter lediglich fronpflichtig gemacht worden.
Mit der Eroberung des Nordreichs Israel durch die Assyrer im Jahre 733 v. Chr. ging auch das Stammesgebiet von Sebulon unter. Allerdings blieb es bis in die neutestamentliche Zeit vertraut, sodass noch der Evangelist Matthäus es als Lokalisierungsangabe verwenden konnte. Für Matthäus erfüllte sich mit dem Wirken Jesu in dieser Landschaft die prophetische Ankündigung in Jes 8,23–9,1 , wonach „das Volk, das im Finstern wandelt […] ein großes Licht“ sehen werde.
Im biblischen Gebiet des Stammes gelegen, enthält der gegenwärtige israelische Regionalverband Zebulon diesen in seinem Namen.